# Catalina (atriz pornô)
Catalina (nascida em 1 de julho de 1978) é uma ex-atriz pornográfica norte-americana. Entrou para a indústria do cinema adulto em 2000, aos 22 anos de idade.

## Biografia
Catalina nasceu na cidade de Los Angeles, no estado da Califórnia, Estados Unidos. É de ascendência mexicana. Planejava torna-se uma professora de língua inglesa e frequentou a Cal State University, Northridge por quatro anos, mas não se formou.

## Prêmios e indicações
| Ano  | Cerimônia  | Resultado | Prêmio                                           | Trabalho       |
| ---- | ---------- | --------- | ------------------------------------------------ | -------------- |
| 2003 | XRCO Award | Venceu    | Super Slut                                       | —              |
| 2004 | AVN Award  | Indicado  | Best Anal Sex Scene – Vídeo (com Max Hardcore)   | Max Faktor 6   |
| 2005 | AVN Award  | Indicado  | Best All-Girl Sex Scene – Vídeo (com Belladonna) | The Connasseur |